# Chicago Sun-Times
Le Chicago Sun-Times est un quotidien américain d'information locale publié à Chicago (Illinois) et détenu par Sun-Times Media Group. Bien que ses dépenses publicitaires soient plus restreintes que celles de son rival, le Chicago Tribune, le Sun-Times se vend mieux dans la rue.

## Histoire
Le Sun-Times apparaît en 1948, à la suite de la fusion entre le Chicago Sun et le Chicago Daily Times. D'opinion traditionnellement libérale, le journal a cependant adopté une position plus centriste ces dernières années[Quand ?]. Selon une étude du World Almanac, le Chicago Sun-Times serait le 13e journal le plus distribué aux États-Unis en 2005.
Le siège du Chicago Sun-Times est situé dans le quartier de Wolf Point à la confluence de trois bras de la rivière Chicago.

## Autour duChicago Sun-Times

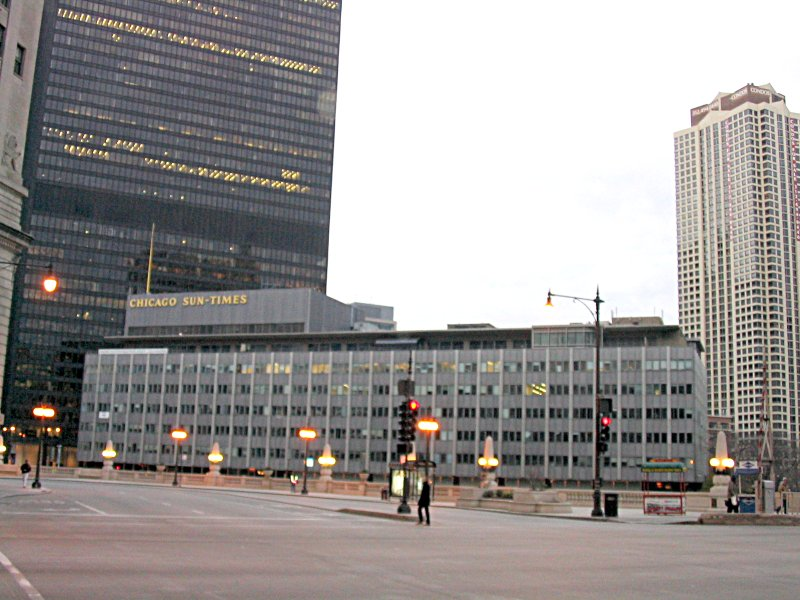
L'ancien siège du journal, démoli en 2004 pour faire place à la Trump Tower.

Le journal Chicago Sun-Times est un des éléments prépondérants de l'intrigue de la série Demain à la une, produite de 1996 à 2000 : le personnage principal reçoit en effet chaque matin, et mystérieusement, le Chicago Sun Times... du lendemain, ce qui lui permet d'influer sur les évènements importants de la journée.